# Embaixada da Noruega em Lisboa
A Embaixada da Noruega em Lisboa é uma missão norueguesa de serviço externo. A embaixada alberga o embaixador da Noruega em Portugal e o seu pessoal. O endereço é Avenida Dom Vasco da Gama 1 em Lisboa.

## Emissários e embaixadores
Antes da dissolução da união em 1905, a Noruega era representada pela legação sueco-norueguesa em Lisboa. De 1905 a 1921, Portugal foi acreditado pelo chefe da legação em Paris.
- 1906–1921: Fritz Wedel Jarlsberg
- 1921–1935: Finn Koren
- 1935–1946:  Johan Fredrik Winter Jakhelln
- 1946–1950: Alf Hassel
- 1950–1953: Hans Christian Berg, categoria ministerial, falecido em 1953
- 1953–1959: Torbjørn Leopold Seippel
- 1960–1963: Christian Prahl Reusch
- 1964–1966: Erik Dons
- 1966–1972: Jørgen Finne-Grønn
- 1972–1976: Adolf Bredo Stabell
- 1976–1983: Leif Edward Edwardsen
- 1984–1987: Egil Johannes Amlie
- 1987–1992: Tore Bøgh, a partir de 1988 também para Cabo Verde e Guiné-Bissau
- 1992–1996: Håkon Wexelsen Freihow
- 1996–1999: Jan Arvesen
- 1999–2002: Aase Speilberg Danielsen
- 2003–2006: Arnt Magne Rindal
- 2006–2011: Inga Magistad
- 2011–2016: Ove Thorsheim
- 2016–2020: Anders Erdal
- 2020–2023: Tove Bruvik Westberg
- 2023–presente: Hanne Brusletto